# Nuuk Kraftværk
 Nuuk Kraftværk  er et oliekraftværk ved byen Nuuk i Grønland. Det har en installeret produktionskapacitet på 22 MW, fordelt på 1 turbine. 
Anlægget blev påbegyndt omkring 1969 og stod færdigt i 1975. Brændselskilden er dielselolie. 
Anlægget drives af det nationale selskab Nukissiorfiit.